# Luleå tingslag
För detta tingslag som fanns före 1831, se Nederluleå tingslag.
Luleå tingslag var ett tingslag i Norrbottens län Norrbotten som ingick i Luleå domsaga. Tingsställen var Boden och Luleå, till 1962 i Gammelstad.
Tingslaget bildades 1948 genom av ett samgående av Nederluleå tingslag och Överluleå tingslag. Tingslaget ombildades och namnändrades 1969 till Bodens tingslag, samtidigt som Nederluleå och Råneå landskommuner uppgick i Luleå stad.

## Socknar
Tingslagets område omfattade följande socknar:

Hörande före 1948 till Överluleå tingslag
- Överluleå socken
- Edefors socken från 1890
- Bodens stad från 1919

Hörande före 1948 till Nederluleå tingslag
- Nederluleå socken